# Ripple Labs, Inc.
Ripple Labs, Inc. es una compañía de tecnología estadounidense que desarrolla el protocolo de pago de rizado y la red de intercambio. Originalmente llamada Opencoin,  fue fundada en 2012 y tiene su sede en San Francisco, California. Opencoin fue renombrada Ripple Labs en 2015.

## Historia
Ryan Fugger concibió Ripple en 2004 después de haber trabajado en un sistema de comercio de intercambio local en Vancouver. Su intención era crear un sistema monetario descentralizado con el objetivo de empoderar efectivamente a las personas y las comunidades para crear su propio dinero. Más tarde, Fugger construyó la primera versión de este sistema, RipplePay.com. Al mismo tiempo, en mayo de 2011, Jed McCaleb comenzó a desarrollar un sistema de moneda digital en el que las transacciones se verificaban por consenso entre los miembros de la red, en lugar del proceso de minería utilizado por Bitcoin. En agosto de 2012, Jed McCaleb contrató a Chris Larsen y juntos se acercaron a Ryan Fugger con la idea de crear una moneda digital. Después de discutir con McCaleb y con miembros de la comunidad de Ripple, Fugger entregó las riendas. En septiembre de 2012, Chris Larsen y Jed McCaleb cofundaron la corporación OpenCoin.
OpenCoin comenzó a desarrollar el protocolo Ripple ( RTXP ) junto con su red de pago e intercambio. El 11 de abril de 2013, la compañía anunció que había cerrado una ronda de financiación con varias empresas de capital de riesgo. Ese mismo mes, adquirió SimpleHoney con el fin de ayudarlo para que dé a conocer las monedas virtuales y así facilitarlas a los usuarios promedio. El 14 de mayo de 2013, OpenCoin anunció que había cerrado una segunda ronda de financiación. [cita requerida]   En julio de 2013, Jed McCaleb se separó del empleo activo con Ripple.
El 26 de septiembre de 2013, OpenCoin cambió oficialmente su nombre a Ripple Labs, Inc. Al mismo tiempo, el CTO de la compañía, Stefan Thomas, anunció que el código-fuente para el nodo peer-to-peer detrás de la red de pago Ripple era oficialmente un código abierto. [cita requerida]
El 5 de mayo de 2015, Ripple fue condenada a una multa de US$700,000 (equivalente a $899,79 en 2023) de la Red de Ejecución de Delitos Financieros del Tesoro de los EE. UU . (FinCEN) por "violación intencional de la Ley de Secreto Bancario al actuar como una empresa de servicios monetarios sin registrarse en FinCEN".  En octubre del corriente año, la empresa pasó de Ripple Labs a Ripple.
El 13 de junio de 2016, Ripple obtuvo una licencia de moneda virtual del Departamento de Servicios Financieros del Estado de Nueva York, convirtiéndose así en la cuarta empresa en obtener una BitLicense.
En abril de 2017, Ripple anunció que los bancos multimillonarios, incluido BBVA, iban a unirse a la red Ripple para resolver sus problemas de la velocidad, la escalabilidad y el costo de las transacciones globales.
En septiembre de 2017, R3 demandó a Ripple por un desempeño específico sobre un acuerdo de opción, en el cual Ripple acordó vender hasta cinco mil millones de XRP por un precio de $ .0085. Ripple respondió alegando que R3 incumplió una serie de promesas contractuales y que simplemente actuó con un espíritu de oportunismo, después de que la criptomoneda aumentara su valor más de 30 veces. En septiembre de 2018, lograron llegar a un acuerdo de resolución no revelado.
En marzo de 2018, un consorcio de bancos japoneses liderado por SBI Ripple Asia, lanzó "MoneyTap", una aplicación móvil impulsada por Ripple para proporcionar pagos domésticos bajo demanda en Japón. En mayo del mismo año, el grupo bancario español Santander lanzó One Pay FX, la primera aplicación móvil para pagos internacionales impulsada por tecnología blockchain, que utiliza la tecnología xCurrent de Ripple. Tras la creación de una oficina en Mumbai, Ripple ha estado agregando varios clientes durante el 2018, incluidos bancos líderes como Kotak Mahindra Bank, Axis Bank e IndusInd, quienes anunciaron de haber comenzado a utilizar los productos de Ripple.

## Fondos
La principal fuente de financiación de Ripple fueron las ventas de la criptomoneda XRP. Según sus registros, vendió $ 1,254.54 millones entre el cuarto trimestre de 2016 y el segundo trimestre de 2020, a una combinación de inversores institucionales e inversores minoristas a través de ventas en intercambios de criptomonedas.
Ripple es una empresa de financiación privada. Desde su creación, cerraron cinco rondas de financiación, las cuales incluyeron dos rondas de financiación ángel, una ronda de financiación inicial, una ronda de la Serie A, una ronda de la Serie B y una ronda de la Serie C.
| Fecha              | Fondos tipo | Inversor | Cantidad (millones de $) |
| ------------------ | ----------- | --- | ------------------------ |
| abril de 2013      | Ángel       | Andreessen Horowitz, FF Angel LLC, Lightspeed Venture Partners, Pantera Capital, Vast Ventures, Bitcoin Opportunity Fund | 2.5                      |
| Mayo de 2013       | Ángel       | Google Ventures, IDG Capital Partners | 3,0                      |
| Noviembre de 2013  | Semilla     | Core Innovation Capital, Venture51, Camp One Ventures, IDG Capital Partners | 3,5                      |
| Mayo de 2015       | Serie A     | IDG Capital Partners, Seagate Technology, AME Cloud Ventures, ChinaRock Capital Management, China Growth Capital, Wicklow Capital, Bitcoin Opportunity Corp, Core Innovation Capital, Route 66 Ventures, RRE Ventures, Vast Ventures, Venture 51 | 28                       |
| Octubre de 2015    | Serie A     | Santander InnoVentures | 4                        |
| Septiembre de 2016 | Serie B     | Standard Chartered, Accenture, SCB Digital Ventures, SBI Holdings, Santander InnoVentures, CME Group, Seagate Technology | 55                       |
| Diciembre de 2019  | Serie C     | Tetragon, SBI Holdings, Route 66 Ventures | 200                      |

Su fuente de ingresos incluye servicios profesionales proporcionados a los operadores de redes financieras que se integran con Ripple, un software creado para integrar sistemas financieros heredados con Ripple y la moneda nativa ( XRP ). La empresa opta por no revelar información al público sobre los ingresos por ventas de software y servicios profesionales.

## Programas y proyectos

### Contribuciones caritativas
De los 80 mil millones de XRP que recibió Ripple Labs, Ripple sigue una estrategia de distribución que abarca pagos a socios comerciales.
Ripple Labs comenzó a trabajar con World Community Grid en noviembre de 2013. Esa comunidad reúne el poder de procesamiento excedente de las computadoras y los dispositivos electrónicos de los voluntarios para apoyar causas humanitarias. Las personas que se unen al equipo de Ripple Labs y donan su poder de procesamiento adicional son recompensadas con XRP. A partir del 18 de marzo de 2014, Ripple Labs ha regalado 134,528,800 XRP a través de la World Community Grid a una tasa de 1,250,000 XRP por día.
En 2018, Ripple realizó múltiples donaciones. Donó $ 29 millones de XRP a las escuelas públicas de EE. UU. y $ 4 millones al Ellen DeGeneres Wildlife Fund

## Alianzas e iniciativas
En marzo de 2014, CrossCoin Ventures lanzó un acelerador que financia empresas que trabajan para promover el ecosistema Ripple. Los fondos de la firma aceptaron startups de hasta US$50,000 (equivalente a $64,35 en 2023) en XRP, a cambio de una participación del 3% al 6% en acciones ordinarias diluidas.
Ripple también desarrolló alianzas tempranas con compañías como ZipZap, como una amenaza para Western Union en la prensa.
En julio de 2013, en cooperación con otros líderes de la industria, Ripple Labs se convirtió en miembro cofundador de la Autoridad de Transferencia de Activos Digitales (DATA). La agencia proporciona las mejores prácticas y estándares técnicos, incluida una guía de cumplimiento contra el lavado de dinero para las empresas que trabajan con moneda digital y otros sistemas de pagos emergentes. El comité trabaja como enlace entre funcionarios públicos, empresas y consumidores y crea reglas comunes para proteger a los consumidores. La iniciativa intenta crear una voz cohesiva de los miembros de la comunidad de Bitcoin cuando interactúan con los reguladores.
En junio de 2018, Ripple invirtió un promedio de $ 50 millones en fondos para crear la "Iniciativa de Investigación de Blockchain" de la Universidad, que tiene como objetivo apoyar la investigación para: 
- Colaborar en la investigación y el desarrollo técnico que estimularán la comprensión e innovación generalizadas en blockchain.
- Crear un nuevo plan de estudios para satisfacer la alta demanda de los estudiantes de aprender sobre blockchain, criptomonedas y otros temas de FinTech.
- Estimular ideas y diálogo entre estudiantes, profesores, tecnólogos y líderes empresariales sobre temas de interés compartido.[38]

En mayo de 2018, Ripple anunció "una iniciativa donde invertirá, incubará, adquirirá y otorgará subvenciones a empresas y proyectos que [...] utilizarán el activo digital XRP y el XRP Ledger, de código abierto, descentralizando tecnología detrás de XRP, a fin de resolver los problemas de sus clientes ". .
En marzo de 2019, Ripple anunció un fondo de $ 100 millones para desarrolladores de juegos supervisado por Forte.

## Premios y reconocimientos
Por su creación y desarrollo del protocolo Ripple (RTXP) y la red de pago / intercambio Ripple, la revista MIT Technology Review reconoció a Ripple Labs como una de las 50 empresas más inteligentes del 2014. El criterio para el reconocimiento giraba en torno a "si una empresa había logrado avances en el último año que definirán su campo".
El 9 de febrero de 2014, Ripple Labs fue nombrado finalista del Premio al Innovador PYMNTS 2014 en las siguientes categorías: Mejor Nueva Tecnología y Compañía más disruptiva. El reconocimiento pertenece a su trabajo en la creación de la criptomoneda y al protocolo de pago distribuido de código abierto que impulsa una nueva red de valor global.
El 12 de enero de 2016, la empresa Richtopia incluyó a Ripple en el puesto 8 de la lista de las 100 organizaciones de cadenas de bloques más influyentes.
Otros premios: 
- Febrero de 2015 - Fast Company. Las 10 empresas más innovadoras del mundo en 2015 en dinero.[45]
- Febrero de 2015 - American Banker. 20 empresas de tecnología financiera a seguir.[46]
- Agosto de 2015 - Ripple Labs premiado como pionero en tecnología por el Foro Económico Mundial .[47]
- Diciembre de 2015 - Forbes . Fintech 50.[48]
- Diciembre de 2015 - H2 Ventures, KPMG . Fintech 100.[49]
- Marzo de 2016 - Proyecto de innovación PYMNTS 2016. Premio a la mejor innovación B2B.[50]
- Junio de 2016 - Fortune. 5 empresas más calientes en Fintech.[51]

## Controversias
El 5 de mayo de 2015, FinCEN multó a Ripple Labs y XRP II por US $ 700.000 al haber violado la Ley de Secreto Bancario, base en las adiciones contra el lavado de dinero (AML) de la Financial Crimes Enforcement Network a la ley en 2013. Según el anuncio de FinCEN: "Ripple Labs violó intencionalmente varios requisitos de la Ley de Secreto Bancario (BSA) al actuar como una empresa de servicios monetarios (MSB) yal vender su moneda virtual sin previamente registrarse en FinCEN, y en no implementar y mantener un programa adecuado contra el lavado de dinero (AML) diseñado con el objeto de proteger sus productos del uso por parte de lavadores de dinero o financiadores del terrorismo ".
Ripple Labs acordó medidas correctivas con el fin de garantizar el cumplimiento futuro, incluyendo un acuerdo para realizar transacciones de XRP y "Ripple Trade" a través de empresas de servicios monetarios registrados (MSB). Se ha argumentado que los cambios realizados en el protocolo no lo cambiaron en sí, sino que agregaron el monitoreo de transacciones AML a la red y mejoraron el análisis de transacciones. Sin embargo, la declaración de FinCen indicó claramente que Ripple estaba haciendo cambios en el protocolo como resultado de la acción de ejecución. "Ripple Labs también llevará a cabo ciertas mejoras al Protocolo Ripple para monitorear adecuadamente todas las transacciones futuras".
Los ejecutivos de Ripple han admitido que el software que venden a los bancos para el procesamiento de pagos, XCurrent, no es una cadena de bloques ni ninguna forma de libro mayor distribuido. Schwartz lo describió como "mensajería bidireccional" que eventualmente se puede conectar a libros de contabilidad distribuidos, pero la tecnología de xCurrent en sí "no es un libro de contabilidad distribuido".
En mayo de 2018, Stewart Hosie, en una investigación parlamentaria del Reino Unido, cuestionó a Ryan Zagone de Ripple sobre el valor y la naturaleza de la criptomoneda XRP: "... pero el punto que se mencionó anteriormente, Sr. Zagone, es que si las personas compran XRP de Ripple Labs, no les da derecho a una participación, no tienen derecho a ser convertidos nuevamente a monedas convencionales y no pagan ningún retorno. También no tiene ningún propósito. ¿Es eso simplemente para evitar que XRP parezca un valor o una equidad, y para evitar la regulación necesaria? " 
Ripple afirma estar completamente separado y sin ningún tipo de control sobre la criptomoneda XRP, a pesar del comunicado de prensa de FinCen que describe a XRP como "su moneda virtual". Sin embargo, Ripple controla la gran mayoría del suministro de XRP y, según sus propios registros publicados, obtiene la mayor parte de sus ingresos vendiendo XRP. 
En 2018, el CEO afirmó en múltiples ocasiones que los "principales bancos" estarían usando herramientas Ripple y que para fines de 2019 "docenas" de bancos estarían usando XRP. Se demostró que ambas afirmaciones eran falsas. En 2018 y 2019, Garlinghouse afirmó en múltiples ocasiones que la tasa de error publicada para la mensajería SWIFT era al menos del 6%, pero una investigación publicada por la London School of Economics Business Review demostró que las afirmaciones de Garlinghouse se basaban en lectura errónea de un artículo publicado por SWIFT que no hacía referencia a tasas de error en la mensajería.
En una conferencia en 2019, Hikmet Ersek, CEO de Western Union, declaró que su compañía había experimentado con Ripple en 2018 pero había optado por no adoptar su software de pagos basado en criptomonedas porque, es mucho más caro que usar su infraestructura existente. 
En 2020, un artículo del Financial Times Alphaville reveló que Moneygram, el mayor usuario público de las herramientas de liquidez basadas en XRP de Ripple, no solo recibió una inversión de $ 50 millones antes de adoptar las herramientas, sino que Ripple le proporcionó el software de manera gratuita, y que Moneygram continuo recibiendo un subsidio por usar XRP. El mismo artículo reveló que Ripple dependía de las ventas de XRP para seguir siendo rentable.